# Richard Hawley
Pour les articles homonymes, voir Richard et Hawley.
Richard Hawley, né le 17 janvier 1967 à Sheffield, dans le Yorkshire du Sud, est un chanteur anglais ayant officié au sein de Pulp. Il est auteur compositeur classé dans le genre rock folk et rock psychédélique.

## Discographie

### Albums studio
- 2001 - Richard Hawley (Mini-album) (Setanta Records)
- 2001 - Late Night Final (Setanta Records / Wagram Music)
- 2003 - Lowedges (Setanta Records)
- 2005 - Coles Corner (Parlophone Records)
- 2007 - Lady's Bridge (Parlophone Records)
- 2009 - Truelove's Gutter (Parlophone Records)
- 2012 - Standing at the Sky's Edge (Parlophone Records)
- 2015 - Hollow Meadows (Parlophone Records)
- 2019 - Further (BMG Rights Management)
- 2024 - In This City They Call You Love (BMG Rights Management)

### Compilations
- 2023 - Now Then: The Very Best of Richard Hawley (BMG Rights Management)

### Singles & Eps
- Coming Home (16 juillet 2001)
- Baby, You're My Light (4 février 2002) (UK #81)
- Run for Me (12 mai 2003) (UK #186)
- The Ocean (22 août 2005) (UK #102)
- Coles Corner (31 octobre 2005) (UK #146)
- Just Like the Rain (23 janvier 2006) (UK #94)
- Born Under a Bad Sign (20 mars 2006) (UK #81)
- Coles Corner (re-issue) (12 juin 2006) (UK #136)
- Hotel Room (4 septembre 2006) (UK #64)
- Tonight the Streets Are Ours (6 août 2007) (UK #40)
- Serious (15 octobre 2007) (UK #83)
- Valentine (28 janvier 2008) (UK #134)
- Lady's Bridge EP (26 mai 2008)
- For Your Lover, Give Some Time (10 août 2009)
- Open Up Your Door (30 novembre 2009)
- False Lights from the Land EP featuring Smoke Fairies (7 juin 2010)
- Leave Your Body Behind You (2 avril 2012)